# Johann Worath
Johann Worath, též uváděn jako Jan Worath (1. listopadu 1609 Taufers, autonomní provincie Bolzano – 5. února 1680 Schlägl) byl rakouský dřevosochař a řezbář oltářů z období baroka.

## Život
Johann Worath byl třetím synem sochaře Matthäuse Barata staršího a jeho manželky Christine, rozené Prästmannové. V letech 1626 až 1629 byl sochařským učedníkem Adama Baldaufa v Brixenu, se kterým se roku 1629 přestěhoval do Vídně. Tam však nemohl dokončit výcvik, protože Baldauf nečekaně zemřel. V dokumentu z 19. října 1631 tři brixenští občané, malíři Hans Wazin a Jeremias Rumpler a sklenář Hans Atteler, potvrdili Worathovi, že dokončil své řádné učení. Od roku 1642 bydlel v Aigen im Mühlkreis.
Pracoval především pro opatství Schlägl a jeho filiální kostely i pro okolní šlechtu. Pracoval také pro Jana Antonína I. z Eggenbergu, vévodu krumlovského. Po roce 1670 již neexistují žádné doklady o Worathově uměleckém díle.
Johann Worath a jeho manželka (Eva Worathová) měli třináct dětí.Jeho syn, opat Siard, nechal pro své rodiče postavit náhrobní desku z červeného adnetského mramoru, která se nachází ve farním kostele Aigen na severní stěně lodi.
Worathův umělecký odkaz, sestávající především z kreseb pro jeho díla, se nachází v opatství Schlägl. Ty jsou často originálnější než oltářní stavby, které byly skutečně postaveny. Od roku 1958 jsou po něm pojmenovány ulice, a to Worathweg v Linz-Bachlberg a Johann Worath Weg v Aigen-Schläglu.

## Dílo (výběr)
- Hlavní oltář v kostele svatého Víta ve Zbytinách. Vyroben byl v roce 1658 pro zámeckou kapli v Českém Krumlově; ve Zbytinách je od roku 1751,[3]
- Hlavní oltář v kostele svatého Bartoloměje ve Frymburku[4]
- Hlavní oltář v kostele svatého Víta v Českém Krumlově
- Sochy od Johanna Woratha, např. Svatá Veronika s otiskem Kristovy tváře na roušce v jejích rukou jsou v Alšově jihočeské galerii v Hluboké nad Vltavou[4][5]
- Socha sv. Auraciána ve sbírkách Jihočeského muzea v Českých Budějovicích[4]

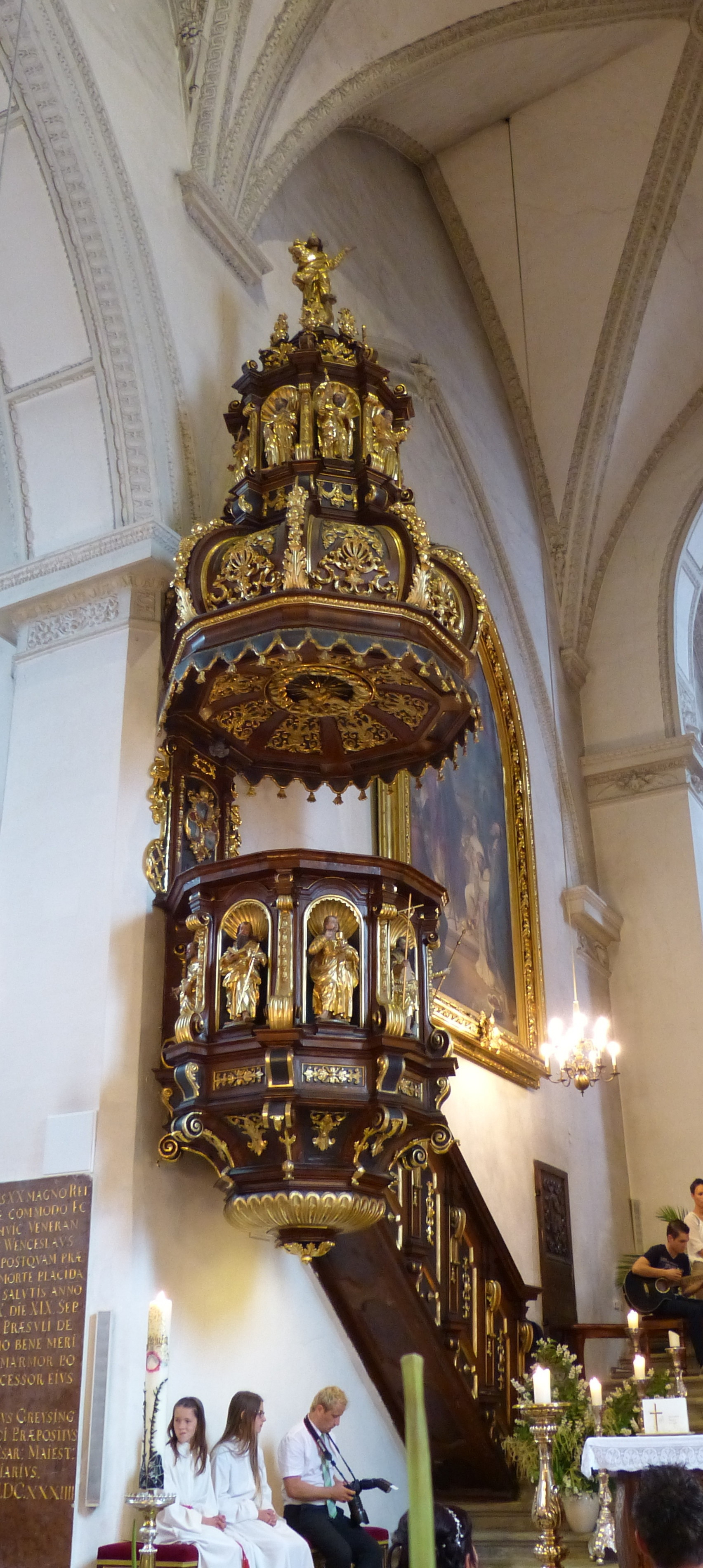
Kazatelna v klášterním kostele ve Schläglu (1647)
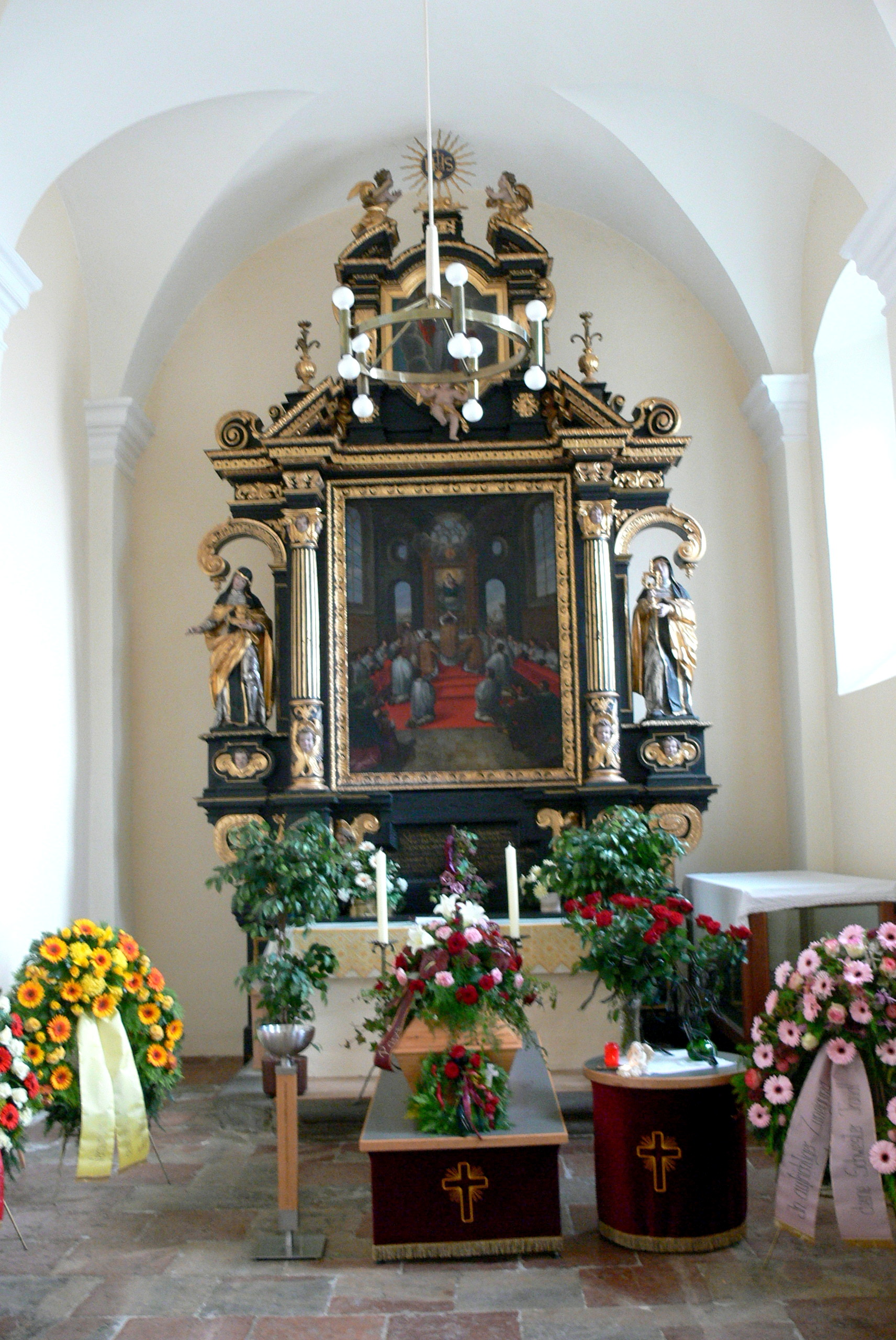
Hlavní oltář bývalého špitálního kostela sv. Martina v Aigenu (1644)
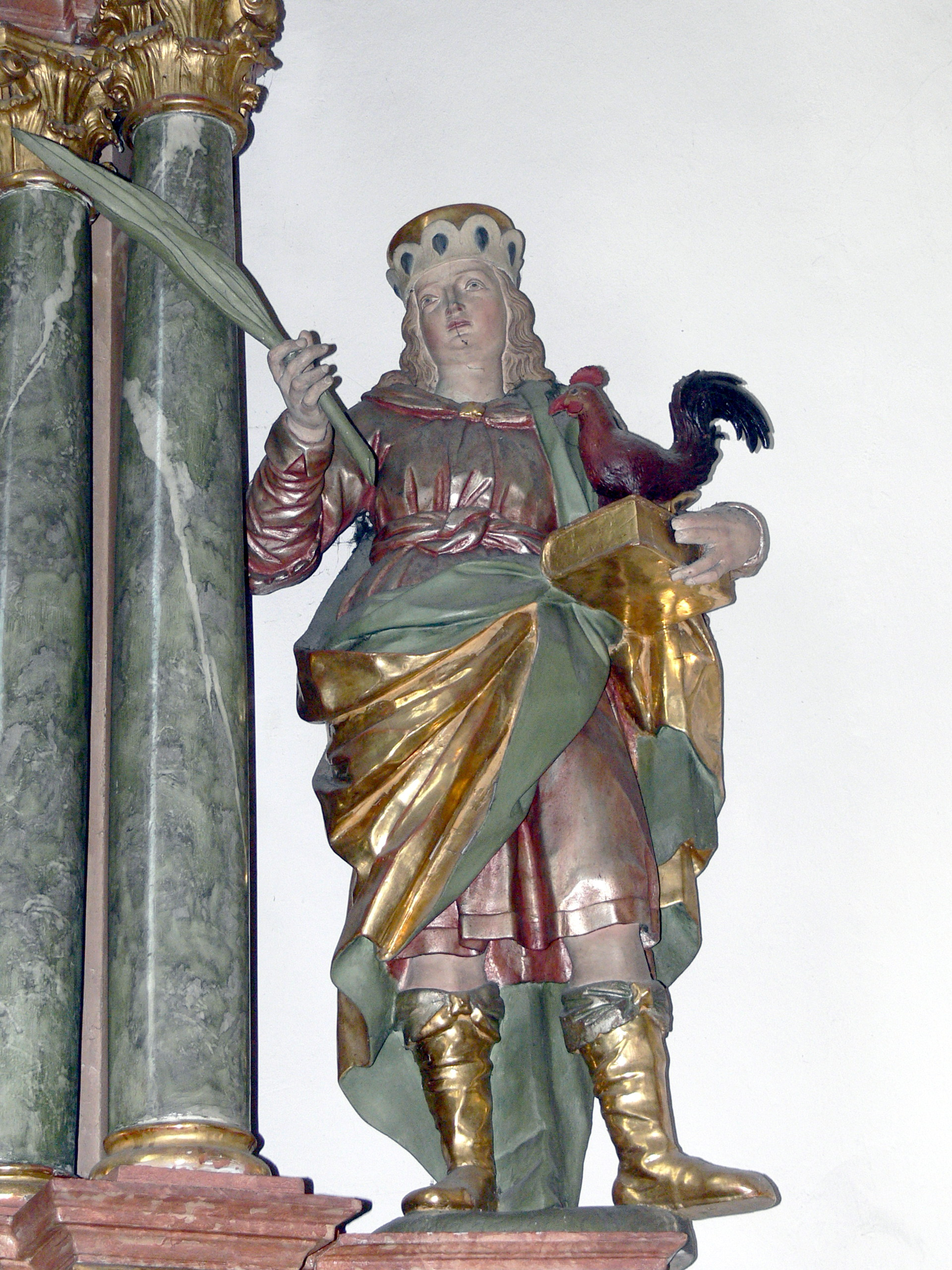
Socha svatého Víta ve farním kostele v Ulrichsbergu (kolem roku 1650)
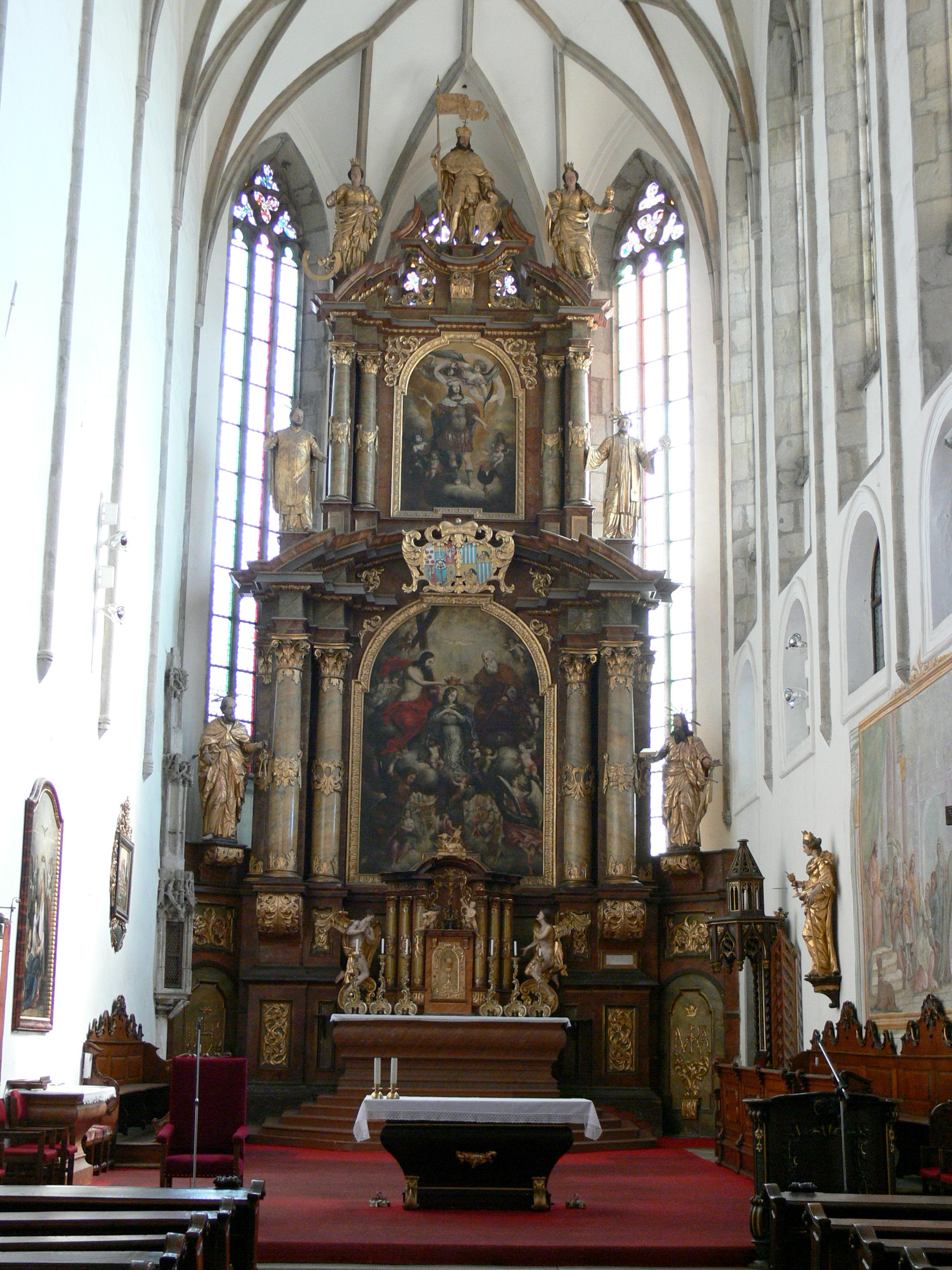
Hlavní oltář v kostele svatého Víta v Českém Krumlově